# Jerzy Bułanow
Jerzy Bułanow, geboren als Joeri Boelanov (Russisch: Юрий Буланов) (Moskou, 29 april 1903 – Buenos Aires, 18 maart 1980) was een Pools voetballer. Bułanow werd als Russisch staatsburger geboren, maar emigreerde na de communistische machtsovername in 1917 naar Polen.
Bułanow speelde 22 wedstrijden voor het Pools voetbalelftal. Hij debuteerde op 3 september 1922 in een wedstrijd tegen Roemenië, waarna het zes jaar zou duren alvorens hij weer voor dit elftal zou uitkomen. Van deze 22 wedstrijden speelde Bułanow er 17 als aanvoerder.